# آيلوكي
آيلوكي (بالإيطالية: Ailoche)‏ هي بلدية في مقاطعة بييلا في إقليم بييمونتي في إيطاليا.

## السكان
في سنة 1861 بلغ عدد السكان 690 نسمة، وتطور العدد ليصل في سنة 2011 لـ 330 نسمة.
يظهر هذا المخطط البياني تطور النمو السكاني لـ آيلوكي